# Yuriko Koike
Yuriko Koike (小池 百合子?, Koike Yuriko; Ashiya, 15 luglio 1952) è una politica giapponese, che riveste attualmente la carica di governatore di Tokyo.
Fu membro della Camera dei rappresentanti dal 1993 al 2016 (quando diede le dimissioni per correre nelle elezioni governative di Tokyo) e fu in precedenza Ministro della difesa nel gabinetto del Primo ministro Shinzō Abe, ma si dimise nell'agosto 2007, dopo soltanto 54 giorni in carica. Il 31 luglio 2016, Koike fu eletta governatrice di Tokyo, la prima donna a ricoprire tale carica.

## Biografia
Nata e cresciuta ad Ashiya, una ricca cittadina poco distante da Kōbe, Koike frequentò la scuola media e la scuola superiore femminile di Kōnan per la sua educazione secondaria. Suo padre, Yūjirō Koike, era un operatore di commercio estero che trattava prodotti petroliferi. Fu coinvolto anche in politica, sostenendo Shintarō Ishihara e il Tatenokai negli anni 1960, e corse senza successo per le elezioni nazionali nel 1969. Il padre di Yuriko era dell'idea che fosse essenziale per il Giappone rafforzare le relazioni con i paesi arabi per assicurare un rifornimento stabile di petrolio per timore che il Paese asiatico, povero di risorse, fosse di nuovo spinto in guerra per il petrolio. Tale ideale la convinse a studiare in Egitto per padroneggiare l'arabo.
Abbandonò la Scuola di sociologia dell'Università Kwansei Gakuin nel settembre 1971. L'anno successivo, studiò arabo all'Università Americana del Cairo e ricevette un Bachelor of Arts in sociologia dall'Università del Cairo nell'ottobre 1976. All'età di 21 anni sposò un compagno di studi giapponese, ma divorziò subito dopo. Cominciò a lavorare come interprete e traduttrice dall'arabo e ricoprì poi la carica di Segretario generale dell'Associazione nippo-araba.

## Carriera politica

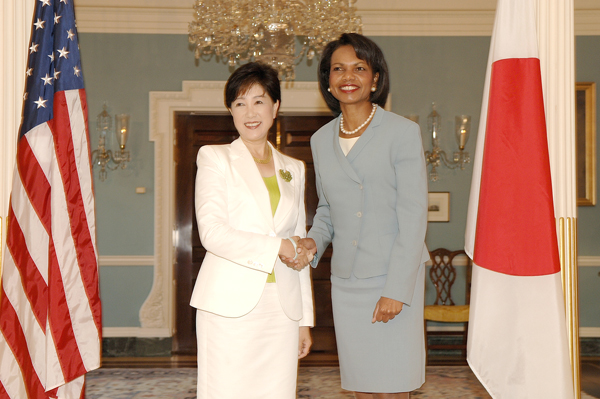
Koike, soprannominata "la Condi Rice del Giappone", stringe la mano a Condoleezza Rice nell'agosto 2007

Koike fu eletta alla Camera dei consiglieri nel 1992 come membro del Nuovo Partito del Giappone. Fu poi eletta alla Camera dei rappresentanti nel 1993, in rappresentanza del 2º distretto di Hyōgo. Nel 1996, fu rieletta alla Camera dei rappresentanti, questa volta in rappresentanza del 6º distretto di Hyōgo per il Partito della Nuova Frontiera. Mantenne questo seggio nelle elezioni del 2000 come candidata del Nuovo Partito Conservatore. Si unì al Partito Liberal Democratico nel 2002.

### Incarichi di Gabinetto
Ricoprì la carica di Ministro dell'ambiente e Ministro di Stato per gli affari di Okinawa e dei Territori settentrionali nel Gabinetto del Primo ministro Jun'ichirō Koizumi. Insieme a Satsuki Katayama e Makiko Fujino, Koike divenne nota come una degli "assassini" di Koizumi nelle elezioni della camera bassa del 2005, correndo a Tokyo contro un candidato dell'ala dura del PLD che si opponeva alle politiche di Koizumi.
Fu nominata Ministro della difesa nel giugno 2007 durante il primo mandato del Primo ministro Shinzō Abe, ma annunciò nell'agosto 2007 che intendeva dimettersi dall'incarico, citando come ragione lo scandalo della fuga di informazioni classificate dell'Aegis. Koike in seguito accennò che la vera ragione delle sue dimissioni fu lo scontro, molto pubblicizzato, che aveva avuto con il segretario generale del Gabinetto Yasuhisa Shiozaki sulla sostituzione di un vice ministro, in quanto l'opposizione l'avrebbe usato per opporsi a un progetto di legge sulle leggi antiterrorismo del Giappone.

### Elezioni del 2008 per la guida del PLD

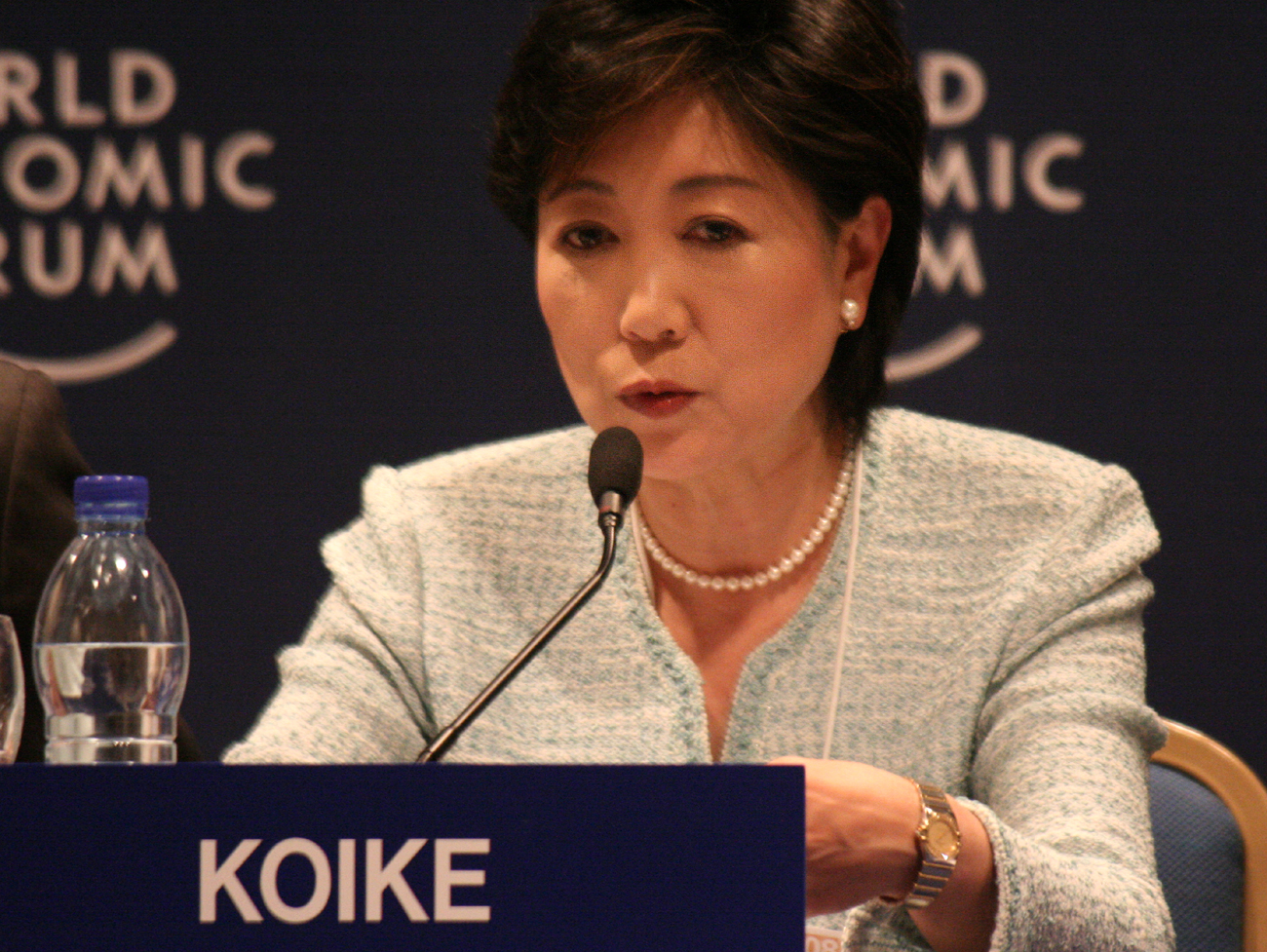
Yuriko Koike nel 2008

L'8 settembre 2008, Koike lanciò la sua sfida per diventare presidente del PLD e, indirettamente, Primo ministro, diventando la prima donna nella storia del Giappone a concorrere per quest'ultima carica. Nelle elezioni del 2008 per la guida del Partito Liberal Democratico, tenutesi il 22 settembre, Tarō Asō vinse con 351 dei 527 voti; Koike si piazzò terza con 46 voti.

### Elezioni governatoriali di Tokyo del 2016
In seguito alle dimissioni del governatore di Tokyo Naoki Inose nel dicembre 2013, si diffusero voci insistenti che Koike fosse una potenziale candidata per l'elezione governatoriale attesa per il febbraio 2014, insieme a Hideo Higashikokubaru, Hakubun Shimomura, Seiko Hashimoto e Yōichi Masuzoe. Alla fine ella decise di non correre, e Masuzoe vinse.
Dopo che Masuzoe ebbe annunciato le sue dimissioni nel giugno 2016, Koike annunciò a sua volta l'intenzione di correre per la sua successione. Inizialmente, dichiarò che avrebbe corso "come legislatrice del PLD", ma non ottenne l'approvazione della sezione del partito di Tokyo prima di annunciare la sua candidatura. Il PLD appoggiò ufficialmente Hiroya Masuda, e la sezione di Tokyo emise un avviso che qualsiasi membro sostenesse Koike sarebbe stato punito. Nondimeno, parecchi eminenti politici del PLD continuarono ad appoggiare Koike, mentre i leader anziani come Shinzō Abe si astennero dal fare discorsi a sostegno dell'uno o dell'altro candidato.
Il 31 luglio 2016, Yuriko Koike fu eletta governatrice di Tokyo, diventando la prima donna a ricoprire tale carica.

## Posizioni politiche
Koike sostiene il liberismo economico, promuove le riforme amministrative e di bilancio e insiste sull'ulteriore avanzamento della condizione delle donne nel mondo lavorativo. I principi di base e la posizione da lei affermati a proposito delle riforme politiche sono sintetizzati da "The 5 Cs: Check, Challenge, Change, Creative and Communication" (traducibile come "Le 5 C: Controllo, Competizione, Cambiamento, Creatività e Comunicazione").

### Ambientalismo
Avendo appreso uno stile di vita più ambientalista dalla sua esperienza delle austerità del tempo di guerra in Egitto, Koike affronta i temi ambientali. Ricevette il Japan Jewelry Best Dresser Award ("Premio come miglior indossatrice di gioielli del Giappone") per il suo successo nella campagna Cool Biz and Warm Biz. Nel 2005 espresse l'idea di introdurre una carbon tax così che il Giappone potesse conseguire gli obiettivi del Protocollo di Kyoto. L'anno successivo, inaugurò la campagna Mottainai furoshiki, che esorta coloro che fanno la spesa a usare i furoshiki (i tradizionali involucri di stoffa usati in Giappone per trasportare oggetti, a mo' di fagotto) al posto dei sacchetti di plastica. È contro l'uso dei biocombustibili ricavati dalle colture alimentari.

### Nazionalismo conservatore
Come nazionalista conservatrice, appartiene alla lega dei membri della Dieta che sostiene la Società giapponese per la riforma dei manuali di storia. Koike è uno dei cinque vice segretari generali del Comitato dei Membri della Dieta del Nippon Kaigi, il più grande pensatoio conservatore del Giappone e la principale lobby del revisionismo storico, un tempo presieduta da Tarō Asō.
Koike è anche membro del gruppo dei parlamentari della Dieta che promuove le visite al Santuario Yasukuni, guidato da Yoshinobu Shimamura, e si reca a rendere omaggio ai caduti di guerra presso il santuario nel Giorno della fine della guerra, il 15 agosto, quasi ogni anno. Non avendo potuto fare la visita nel 2007 a causa di un viaggio ufficiale a Okinawa, mandò il suo delegato.

### Posizione sull'articolo 9
Le posizioni di Koike in politica estera e della sicurezza sono spesso considerate quelle di un falco. Suggerì che il Primo ministro riveda l'interpretazione dell'articolo 9 della Costituzione giapponese per consentire al governo di esercitare il diritto all'autodifesa collettiva.
Ha sostenuto gli Stati Uniti e la Guerra al terrorismo e si oppone alla tradizione del Governo giapponese di una politica incentrata sull'ONU. Durante le elezioni del 2008 per la guida del PLD, si è impegnata a far sì che la Russia restituisca le quattro isole disputate al Giappone se fosse divenuta Primo ministro.

## Altre posizioni
Koike ha promosso attivamente anche la cultura popolare giapponese, apparendo nel 2015 nel cosplay di Sally, il personaggio del popolare anime Sally la maga, e affermando che voleva trasformare tutta Tokyo in una "terra di anime".